# Tino Lettieri
Martino "Tino" Lettieri (Bari, 1957. szeptember 27. –) a NASL és a MISL egykori profi futballkapusa, aki kétszer képviselte Kanadát a nyári olimpián: 1976-ban és 1984-ben, valamint az 1986-os FIFA-világkupán.

## Válogatott[1]
Lettieri 1980. szeptember 17-én debütált a kanadai válogatottban. Új-Zéland ellen győzött Edmontonban a kanadai válogatott 3:0-ra. Lettieri 24-szeres kanadai válogatott volt. 1980 és 1986 között az első számú kapus volt. Az 1986-os világbajnokságon Lettieri Kanada három mérkőzéséből kettőn szerepelt, melyek 2-2 gólos vereségek voltak a Szovjetuniótól és Magyarországtól.  Magyarország utolsó két gólját világbajnokságon Lettierinek rúgta. Ezeket Esterházy Márton és Détári Lajos szerezte. Utolsó két gólját Lettieri is világbajnokságon kapta: a szovjet Blohin és Zavarov irapuatói góljai után visszavonult a válogatottságtól.